# Coupe du monde féminine de football des moins de 17 ans
Cet article traite de la Coupe du monde de football féminin des moins de 17 ans. Pour la Coupe du monde de football masculin des moins de 17 ans, voir Coupe du monde de football des moins de 17 ans.
La Coupe du monde féminine de football des moins de 17 ans, qui se déroule pour la première fois en 2008, est une compétition internationale destinée aux sélections féminines de football de moins de 17 ans. Cet évènement sportif est organisé par la FIFA et a lieu tous les ans depuis 2024.

## Histoire
La première Coupe du monde féminine des moins de 19 ans est organisée au Canada en 2003. La compétition remporte un certain succès. La FIFA décide alors de proposer une seconde compétition internationale féminine pour les jeunes en redéfinissant les catégories d'âge. L'âge limite du championnat des moins de 19 ans passe ainsi à 20 ans lors de l'édition 2006 en Russie tandis que la compétition des moins de 17 ans voit le jour.
La première édition se déroule en Nouvelle-Zélande à la fin de l'année 2008 en même temps que la Coupe du monde des moins de 20 ans au Chili (soit du 28 octobre au 16 novembre 2008). La Corée du Nord est le premier vainqueur de cette compétition en écartant les États-Unis en finale, 2 buts à 1 après prolongation.
Seize équipes participent au tournoi : trois issues de l'AFC, deux de la CAF, trois de la CONCACAF, trois du CONMEBOL, quatre de l'UEFA ainsi que la Nouvelle-Zélande issue de l'OFC et pays hôte.
Le tournoi suivant a lieu à Trinité-et-Tobago en 2010 et voit la Corée du Sud remporter le titre face au Japon  en finale à l'issue de la séance de tirs au but. La troisième place se joue entre la Corée du Nord et l'Espagne, qui s'impose d'une courte victoire (1-0). Avec trois nations dans les quatre premières, le football féminin asiatique confirme sa bonne santé, en particulier pour cette catégorie d'âge. Seize équipes participent toujours au tournoi final, mais la répartition par confédération est modifiée : trois équipes pour l'AFC, trois pour la CAF, trois pour la CONCACAF (dont le pays hôte Trinité-et-Tobago), trois pour le CONMEBOL, trois pour l'UEFA et une pour l'OFC.
En 2011, la FIFA réforme le règlement pour cette catégorie d'âge : la prolongation est supprimée en cas d'égalité à la fin du temps réglementaire d'un match à élimination directe, les deux équipes étant amenées à disputer directement une séance de tirs au but pour se départager.
Au terme d'une séance de tirs au but étouffante (7-6), la France vient à bout de la Corée du Nord lors de la troisième édition de cette compétition (Azerbaïdjan 2012), et devient la première nation européenne à remporter le trophée. C'est également la première fois qu'une équipe de France féminine de football entre au palmarès d'une Coupe du monde. Le Ghana est également, lors de cet événement, le premier pays africain à figurer dans le dernier carré ; les Black Maidens butent contre la France en demi-finale (2-0), mais remportent, malgré une expulsion précoce, le match pour la troisième place aux dépens de l'Allemagne, qui échoue pour la deuxième fois à la quatrième place (1-0).

## Qualification
Chaque confédération continentale organise une compétition qualificative pour la Coupe du monde.
| Confédération                                     | Tournoi qualificatif                                                                        |
| ------------------------------------------------- | ------------------------------------------------------------------------------------------- |
| Europe (UEFA)                                     | Championnat d'Europe de football féminin des moins de 17 ans                                |
| Amérique du Sud (CONMEBOL)                        | Sudamericano Femenino des moins de 17 ans                                                   |
| Afrique (CAF)                                     | Championnat d'Afrique de football féminin des moins de 17 ans                               |
| Océanie (OFC)                                     | Tournoi qualificatif féminin de l'OFC des moins de 17 ans                                   |
| Amérique du Nord, centrale et Caraïbes (CONCACAF) | Championnat d'Amérique du Nord, centrale et Caraïbe de football féminin des moins de 17 ans |
| Asie (AFC)                                        | Coupe d'Asie des nations de football féminin des moins de 16 ans                            |

## Palmarès
| 1re | 2008 | Nouvelle-Zélande       | Corée du Nord | 2 – 1ap           | États-Unis    | Allemagne        | 3 – 0           | Angleterre    |
| 2e  | 2010 | Trinité-et-Tobago      | Corée du Sud  | 3 – 3ap 5 – 4 tab | Japon         | Espagne          | 1 – 0           | Corée du Nord |
| 3e  | 2012 | Azerbaïdjan            | France        | 1 – 1 7 – 6 tab   | Corée du Nord | Ghana            | 1 – 0           | Allemagne     |
| 4e  | 2014 | Costa Rica             | Japon         | 2 – 0             | Espagne       | Italie           | 4 – 4 2 – 0 tab | Venezuela     |
| 5e  | 2016 | Jordanie               | Corée du Nord | 0 – 0 5 – 4 tab   | Japon         | Espagne          | 4 – 0           | Venezuela     |
| 6e  | 2018 | Uruguay                | Espagne       | 2 – 1             | Mexique       | Nouvelle-Zélande | 2 – 1           | Canada        |
| 7e  | 2022 | Inde                   | Espagne       | 1 – 0             | Colombie      | Nigeria          | 3 – 3 3 – 2 tab | Allemagne     |
| 8e  | 2024 | République dominicaine | Corée du Nord | 1 – 1 4 – 3 tab   | Espagne       | États-Unis       | 3 – 0           | Angleterre    |
| 9e  | 2025 | Maroc                  |               |                   |               |                  |                 |               |
| 10e | 2026 | Maroc                  |               |                   |               |                  |                 |               |
| 11e | 2027 | Maroc                  |               |                   |               |                  |                 |               |
| 12e | 2028 | Maroc                  |               |                   |               |                  |                 |               |
| 13e | 2029 | Maroc                  |               |                   |               |                  |                 |               |

## Bilan par nation
| Pays             | Vainqueur        | Finaliste  | Troisième place | Quatrième place | Part. | Confédération |
| ---------------- | ---------------- | ---------- | --------------- | --------------- | ----- | ------------- |
| Corée du Nord    | 2008, 2016, 2024 | 2012       | -               | 2010            | 7     | AFC           |
| Espagne          | 2018, 2022       | 2014, 2024 | 2010, 2016      | -               | 7     | UEFA          |
| Japon            | 2014             | 2010, 2016 | -               | -               | 8     | AFC           |
| Corée du Sud     | 2010             | -          | -               | -               | 4     | AFC           |
| France           | 2012             | -          | -               | -               | 3     | UEFA          |
| Mexique          | -                | 2018       | -               | -               | 7     | CONCACAF      |
| États-Unis       | -                | 2008       | 2024            | -               | 6     | CONCACAF      |
| Colombie         | -                | 2022       | -               | -               | 6     | CONMEBOL      |
| Allemagne        | -                | -          | 2008            | 2012, 2022      | 7     | UEFA          |
| Ghana            | -                | -          | 2012            | -               | 6     | CAF           |
| Nouvelle-Zélande | -                | -          | 2018            | -               | 8     | OFC           |
| Italie           | -                | -          | 2014            | -               | 1     | UEFA          |
| Nigeria          | -                | -          | 2022            | -               | 7     | CAF           |
| Venezuela        | -                | -          | -               | 2014, 2016      | 3     | CONMEBOL      |
| Canada           | -                | -          | -               | 2018            | 7     | CONCACAF      |
| Angleterre       | -                | -          | -               | 2008, 2024      | 3     | UEFA          |

## Distinctions
Comme pour leurs aînées, plusieurs récompenses individuelles et collectives sont remises à la fin de chaque tournoi. Il existe, pour ces trophées, quatre catégories :
- les Ballon d'Or, Ballon d'Argent et Ballon de Bronze Adidas sont décernés aux trois meilleures joueuses de chaque édition ;
- les Soulier d'Or, Soulier d'Argent et Soulier de Bronze Adidas reviennent aux trois meilleures buteuses ;
- le Gant d'Or Adidas est un prix décerné à la meilleure gardienne de but ;
- et enfin, le Prix du Fair-Play de la FIFA revient à l'équipe qui aura fait preuve du plus bel esprit sportif et du meilleur comportement.

### Ballon d'Or Adidas
| Coupe du monde              | Ballon d'Or   | Ballon d'Argent    | Ballon de Bronze  |
| --------------------------- | ------------- | ------------------ | ----------------- |
| Nouvelle-Zélande 2008       | Mana Iwabuchi | Dzsenifer Marozsan | Kristie Mewis     |
| Trinité-et-Tobago 2010      | Yeo Min-ji    | Kumi Yokoyama      | Kim Kum-jong      |
| Azerbaïdjan 2012            | Griedge Mbock | Rim Hyang-sim      | Yui Hasegawa      |
| Costa Rica 2014             | Hina Sugita   | Yui Hasegawa       | Pilar Garrote     |
| Jordanie 2016               | Fuka Nagano   | Sung Hyang-Sim     | Deyna Castellanos |
| Uruguay 2018                | Clàudia Pina  | Nicole Pérez       | Mukarama Abdulai  |
| Inde 2022                   | Vicky López   | Linda Caicedo      | Mara Alber        |
| République dominicaine 2024 | Jon Il-chong  | Pau Comendador     | Celia Segura      |

### Soulier d'Or Adidas
| Coupe du monde              | Soulier d'Or                      | Buts | Soulier d'Argent | Buts | Soulier de Bronze | Buts |
| --------------------------- | --------------------------------- | ---- | ---------------- | ---- | ----------------- | ---- |
| Nouvelle-Zélande 2008       | Dzsenifer Marozsan                | 6    | Vicki DiMartino  | 5    | Jon Myong-hwa     | 4    |
| Trinité-et-Tobago 2010      | Yeo Min-ji                        | 8    | Kyra Malinowski  | 7    | Kumi Yokoyama     | 6    |
| Azerbaïdjan 2012            | Ri Un-sim                         | 8    | Chinwendu Ihezuo | 6    | Halimatu Ayinde   | 4    |
| Costa Rica 2014             | Deyna Castellanos Gabriela García | 6    | -                | -    | Hina Sugita       | 5    |
| Jordanie 2016               | Lorena Navarro                    | 8    | Ri Hae-yon       | 5    | Deyna Castellanos | 5    |
| Uruguay 2018                | Mukarama Abdulai                  | 7    | Clàudia Pina     | 7    | Irene López       | 3    |
| Inde 2022                   | Loreen Bender                     | 4    | Momoko Tanikawa  | 4    | Linda Caicedo     | 4    |
| République dominicaine 2024 | Pau Comendador                    | 5    | Kennedy Fuller   | 4    | Celia Segura      | 4    |

### Gant d'Or Adidas
| Coupe du monde              | Gant d'Or        |
| --------------------------- | ---------------- |
| Nouvelle-Zélande 2008       | Taylor Vancil    |
| Trinité-et-Tobago 2010      | Dolores Gallardo |
| Azerbaïdjan 2012            | Romane Bruneau   |
| Costa Rica 2014             | Mamiko Matsumoto |
| Jordanie 2016               | Noelia Ramos     |
| Uruguay 2018                | Catalina Coll    |
| Inde 2022                   | Sofía Fuente     |
| République dominicaine 2024 | Evan O'Steen     |

### Prix du Fair-play de la FIFA
| Coupe du monde              | Prix du Fair-play de la FIFA |
| --------------------------- | ---------------------------- |
| Nouvelle-Zélande 2008       | Allemagne                    |
| Trinité-et-Tobago 2010      | Allemagne                    |
| Azerbaïdjan 2012            | Japon                        |
| Costa Rica 2014             | Japon                        |
| Jordanie 2016               | Japon                        |
| Uruguay 2018                | Japon                        |
| Inde 2022                   | Japon                        |
| République dominicaine 2024 | Nigeria                      |